# Osoba towarzysząca
Ten artykuł opisuje zagadnienie koszykarskie zgodne z normami FIBA.
Zasady w ligach NBA, NCAA lub innych mogą różnić się od tutaj przedstawionych.
Osoba towarzysząca – w koszykówce osoba uprawniona do przebywania w strefie ławki drużyny, niebędąca jednocześnie członkiem drużyny, trenerem lub asystentem trenera. W strefie ławek drużyny może przebywać maksymalnie 5 osób towarzyszących. Osoba towarzysząca musi pełnić konkretną funkcję. Osobą towarzyszącą może być np. statystyk, tłumacz, masażysta, lekarz, fizjoterapeuta, menedżer, itp.